# Кросненский замок Пястов
Кросненский замок Пястов (пол. Zamek Piastowski w Krośnie Odrzańskim, нем. Schloss Crossen) — замок, расположенный на северо-востоке старой части города Кросно-Оджаньске Любушского воеводства в Польше.

## История
Замок, вероятно, был построен в начале XIII века, во времена князя Генриха Бородатого (остатки стены в северной части), в месте стратегической переправы через реку Одру.
Замок сыграл определённую роль во время княжеской похода против бранденбуржцев, осаждавших Лебус в 1229 году. В 1238 году в замке умер князь Генрик Бородатый. Во время татарского нашествия в 1241 году убежище в замке получила польская княгиня Ядвига Силезская. С течением времени, с углублением регионального разделения Польши, Кросно и замок остались под властью князей глогувской линии (кроме короткого периода, когда замок принадлежал князю Генриху IV Праведному). В 1434 году замок осаждали чешские гуситы, которые, однако, отступили после уплаты князем Генриком IX большого выкупа. После смерти князя Генриха XI город и замок попали под власть Бранденбурга и были осаждены жаганским князем Яном II Безумным, которому однако так и не удалось его получить до конца войны.
В XVI веке замок стал резиденцией вдов поздних бранденбургских курфюрстов. При Екатерине Брауншвейг-Вольфенбюттельской замок был перестроен в стиле ренессанса. Дальнейшие разрушения замка произошли во время Тридцатилетней войны (1618—1648). Замок заняли шведы, которые оккупировали Кросно в 1631—1644 годах (с перерывами) и усилили существующие укрепления, построив венец бастионов вокруг замка и города. В очередной раз замок был разрушен и разграблен русскими войсками, вступившими в Кросна после победного сражения при Пальциге. В конце XVIII века и в XIX веке значение замка значительно уменьшилось — он перестал быть резиденцией вдов курфюрстов, к тому же уменьшилось и его военное значение. Однако наибольшие разрушения замок получил во время Второй мировой войны, когда он был сожжен советскими войсками.

## Современность
В наше время в замке функционирует артистическо-культурный центр «Замок». Он открыт для посещения туристами, в надбрамном доме оборудован туристический информационный пункт. Замок расположен на туристических маршрутах «Любушский путь вина и меда» и «Польский путь крестоносцев».

## Архитектура
Замок в наше время частично разрушен, в плане является неправильным четырёхугольником, имеющим четыре крыла:
- северное крыло — вероятно, древнейшее (остатки готической стены с вендской кладкой кирпича);
- западное крыло — частично отстроено, надбрамный дом с низкой башней (музейный зал) и дом так называемой «возовни»;
- южное крыло — ренессансное (клуатр);
- восточное крыло — хуже всего сохранившееся.

Кроме того, непосредственно на восток от замка находятся остатки шведских укреплений XVII века и так называемый «Дом садовника».

## Галерея

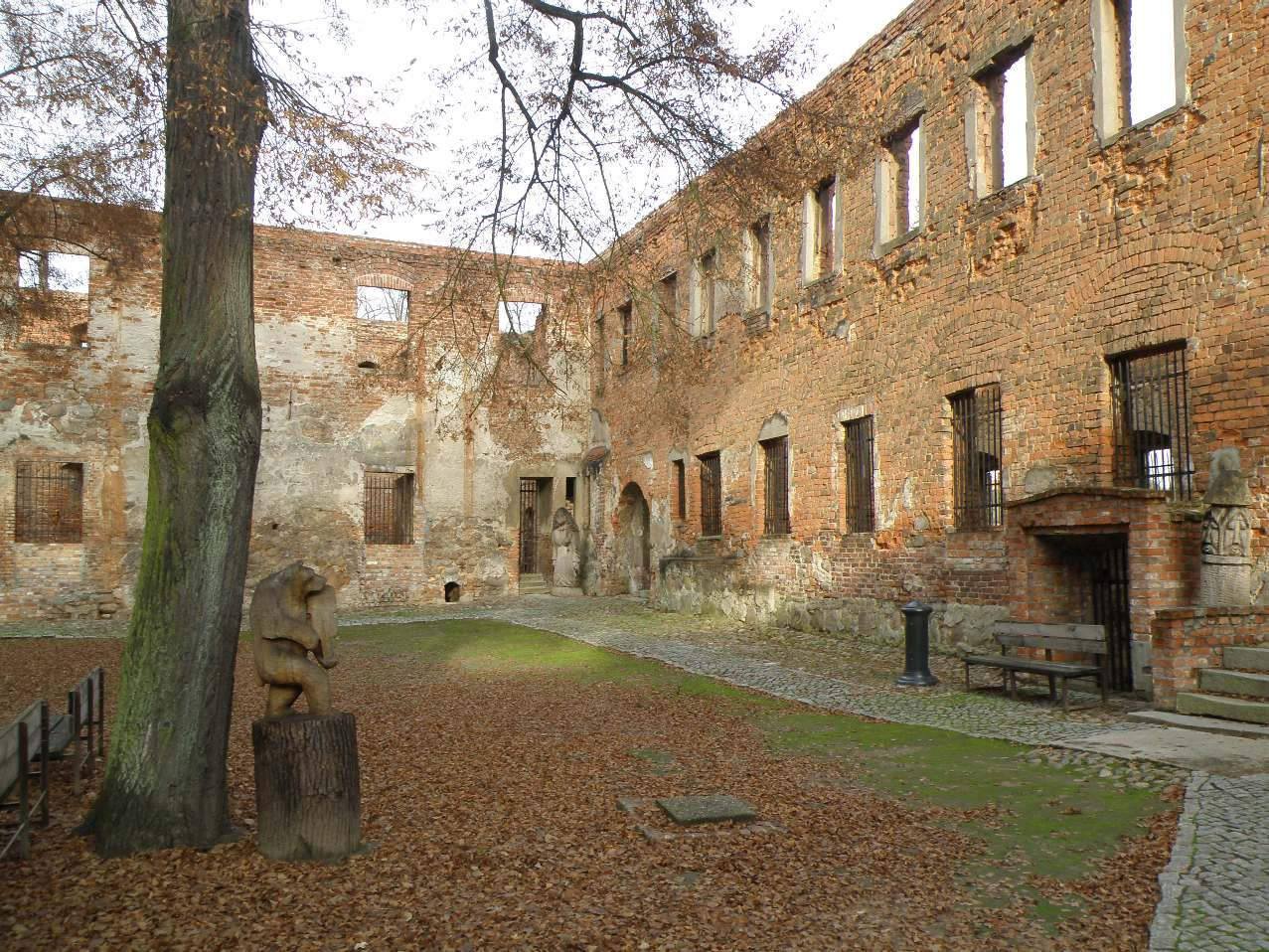
Замковый двор
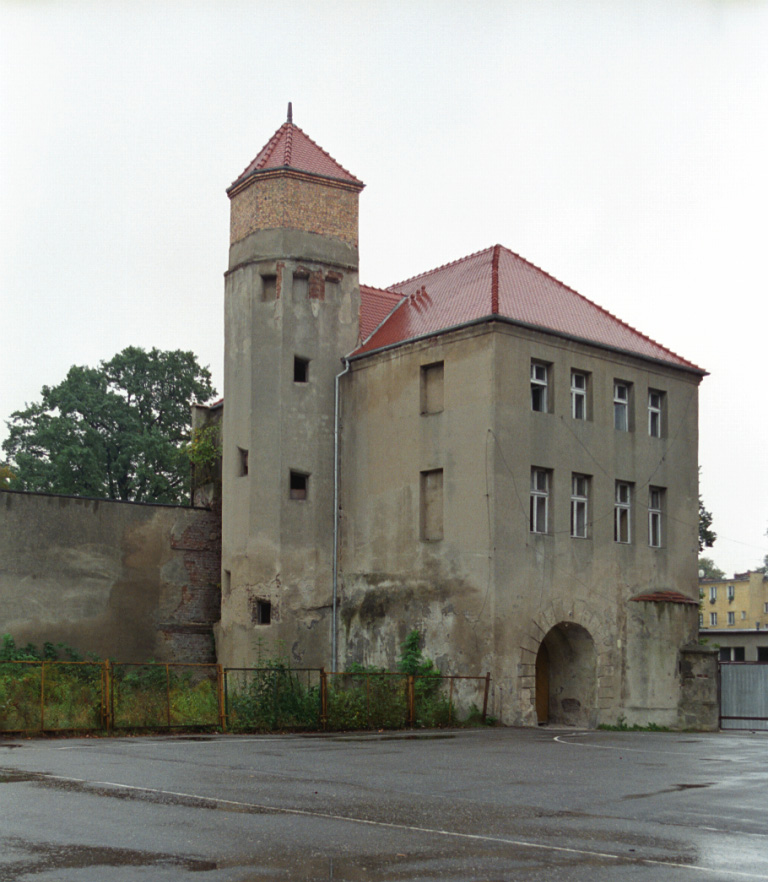
Замок до реставрации